# Camille Chautemps
Camille Chautemps (n. en París, el 1 de febrero de 1885, f. Washington, el 1 de julio de 1963) fue un político francés, que llegó a ser jefe de Gobierno durante la Tercera República francesa.
Tras obtener su licenciatura por la Facultad de Derecho, da inicio a una larga carrera política, ocupando en primer lugar la alcaldía de Tours en 1912, para posteriormente ocupar un escaño de diputado por el radicalsocialismo en 1919 (perteneciendo al ala derecha del partido); sube un nuevo peldaño mediante la ocupación de diversas carteras ministeriales entre los años 1924 y 1926, culminando con la Presidencia del Consejo de Ministros en dos ocasiones, en 1930, y entre noviembre de 1933 y enero de 1934.
Bajo la fuerte presión política de la derecha, se ve forzado a dimitir al resultar salpicado por las derivaciones del llamado caso Stavisky. La oleada de enfrentamientos organizada por la derecha y la extrema derecha francesa, que culminaron en los disturbios del 6 de febrero de 1934, generaron un entendimiento entre las fuerzas de la izquierda francesa, con lo que se fundó el Frente Popular.
Camille Chautemps fue ministro de Estado en el Gobierno del Frente Popular en 1936, para luego suceder a Léon Blum al frente del Consejo de Ministros entre junio de 1937 y marzo de 1938.
A partir de 1938, intentando seguir adelante con la experiencia política que supuso el Frente Popular, acometió la nacionalización de los ferrocarriles franceses, para lo que se creó la Société nationale des chemins de fer français, empresa pública encargada de la gestión de los ferrocarriles recién nacionalizados. Poco antes del Anschluss dimitió como jefe del Gobierno, aunque fue ministro en el Gobierno de Paul Reynaud entre 1938 y 1940, y vicepresidente del Gobierno en los Gobiernos de Édouard Daladier, y en el siguiente Gobierno de Paul Reynaud. No obstante, abandonó el Gobierno del mariscal Philippe Pétain en julio de 1940.
En noviembre de 1940, abandonó Francia para dirigirse a la ciudad estadounidense de Washington, permaneciendo allí hasta el año 1944, en que, una vez producido el desembarco de los Aliados en el norte de África, se trasladó a este último lugar.
Acabada la guerra, repartió su vida entre París y Washington, donde seguía residiendo su familia.
En su juventud fue un jugador de rugby a 15, en el equipo senior del Stade Français de París, según Henri García, historiador del rugby francés.
- Wikimedia Commons alberga una categoría multimedia sobre Camille Chautemps.

- Datos: Q263884
- Multimedia: Camille Chautemps / Q263884